# Ablabesmyia limbata
Ablabesmyia limbata är en tvåvingeart som först beskrevs av Lundstrom 1915.  Ablabesmyia limbata ingår i släktet Ablabesmyia och familjen fjädermyggor. Inga underarter finns listade i Catalogue of Life.